# Elecciones estaduales de São Paulo de 1982
Las elecciones estatales en São Paulo se llevaron a cabo el 15 de noviembre de 1982 como parte de las elecciones en 23 estados brasileños y los territorios federales de Amapá y Roraima. El gobernador Franco Montoro, el vicegobernador Orestes Quércia, el senador Severo Gomes todos parte del Partido del Movimiento Democrático Brasileño (PMDB), 60 diputados federales y 84 estatales fueron elegidos ese día en la primera elección directa para el Palacio de los Bandeirantes desde la victoria de Ademar de Barros del Partido Social Progresista (PSP) en las elecciones de 1962. Se observaron reglas que había implantado la dictadura como el empate en el voto, la subleyenda y la prohibición de coaliciones de partidos. Cabe señalar que los paulistas residentes en el Distrito Federal eligieron a sus representantes de conformidad con la Ley N º 6091 de 15 de agosto de 1974.

## Candidatos

### Gobernador
| Gobernador                | Gobernador | Gobernador | Cargos anteriores                                      | Vicegobernador          | Vicegobernador | Vicegobernador | Nª |
| Candidato                 | Partido    | Partido    | Cargos anteriores                                      | Candidato               | Partido        | Partido        | Nª |
| ------------------------- | ---------- | ---------- | ------------------------------------------------------ | ----------------------- | -------------- | -------------- | -- |
| Reinaldo de Barros        |            | PDS        | Prefecto de São Paulo (1979-1982)                      | Guilherme Afif Domingos |                | PDS            | 1  |
| Rogê Ferreira             |            | PDT        | Diputado Federal por São Paulo (1955-1964)             | João Gualberto          |                | PDT            | 2  |
| Luiz Inácio Lula da Silva |            | PT         | Presidente del Partido de los Trabajadores (1980-1988) | Hélio Bicudo            |                | PT             | 3  |
| Jânio Quadros             |            | PTB        | Presidente de Brasil (1961)                            | Francisco de Barros     |                | PTB            | 4  |
| Franco Montoro            |            | PMDB       | Senador Federal por São Paulo (1971-1983)              | Orestes Quércia         |                | PMDB           | 5  |

#### Biografía del Gobernador Electo
Nacido en São Paulo, el profesor Franco Montoro es licenciado en Filosofía y Pedagogía y también abogado, títulos obtenidos en la Universidad de São Paulo en 1938. Después de ejercer la docencia en la institución en cuestión, impartió clases en la Facultad de São Bento y en la Pontificia Universidad Católica de São Paulo. Trabajó para el gobierno de São Paulo con el Servicio Social de la Secretaría de Justicia en el gobierno de  Ademar de Barros del Partido Social Progresista (PSP) y fue procurador estatal. Luego de conocer la Acción Católica Brasileña, se unió al Partido Demócrata Cristiano (PDC) y fue elegido sucesivamente concejal de São Paulo en 1950 y diputado estadual en 1954, alcanzando la presidencia de la Asamblea Legislativa de São Paulo. Elegido diputado federal en 1958, fue Ministro del Trabajo por invitación del Primer Ministro Tancredo Neves del Partido Social Democrático (PSD) durante la fase parlamentaria del gobierno de João Goulart parte del Partido Laborista Brasileño (PTB) y tras ser reelegido a la Cámara de Diputados en 1962 fue elegido presidente nacional del PDC. Debido al bipartidismo, renovó su mandato por el MDB en 1966 y por este partido fue elegido senador en 1970 y 1978. Tras el regreso del multipartidismo, se unió al Partido del Movimiento Democrático Brasileño (PMDB) y en 1982 fue elegido gobernador de São Paulo.

#### Biografía del Vicegobernador Electo
En su primera experiencia profesional, Orestes Quércia fue reportero del Diário do Povo de Campinas y desde ese momento hizo una carrera como periodista que le permitió pagar sus estudios en la Pontificia Universidad Católica de Campinas donde se formó como abogado. También empresario y administrador de empresas, nació en Pedregulho, fue electo concejal en Campinas vía Partido Libertador (PL) en 1962 y durante el Régimen Militar de 1964 ingresó al Movimiento Democrático Brasileño (MDB) siendo elegido diputado estadual en 1966, alcalde de Campinas en 1968 y senador en 1974. Influyente dentro del partido, mantuvo su liderazgo cuando ingresó al Partido del Movimiento Democrático Brasileño (PMDB) y en una apuesta de último momento aceptó la candidatura a vicegobernador junto a Franco Montoro en 1982.

### Senador Federal
| Senador                 | Senador                                    | Senador | Cargos anteriores                                                                 | Suplentes             | Suplentes | Suplentes | Nª |
| Candidato               | Partido                                    | Partido | Cargos anteriores                                                                 | Candidatos            | Partido   | Partido   | Nª |
| ----------------------- | ------------------------------------------ | ------- | --------------------------------------------------------------------------------- | --------------------- | --------- | --------- | -- |
| José Blota Júnior       |                                            | PDS     | Diputado Federal por São Paulo (1975-1979)                                        | [ nota 3 ]            |           | PDS       | 10 |
| Ademar de Barros Filho  | Diputado Federal por São Paulo (1967-1983) | PDS     | 11                                                                                | [ nota 3 ]            |           | PDS       |    |
| José Papa Júnior        | Sin cargo político anterior                | PDS     | 12                                                                                | [ nota 3 ]            |           | PDS       |    |
| Eusébio Rocha           |                                            | PDT     | Diputado Federal por São Paulo (1946-1955;1959-1962)                              | Joaquim Pinto Nazário |           | PDT       | 20 |
| Jacó Bittar             |                                            | PT      | Sin cargo político anterior                                                       | Lélia Abramo          |           | PT        | 31 |
| Jacó Bittar             | Devanir Ribeiro                            | PT      | Sin cargo político anterior                                                       |                       |           | PT        | 31 |
| José Roberto Faria Lima |                                            | PTB     | Diputado Federal por São Paulo (1971-1979)                                        | Paulo Irineu          |           | PTB       | 41 |
| Severo Gomes            |                                            | PMDB    | Ministro de Agricultura y Ministro de Industria y Comercio (1966-1967; 1974-1977) | [ nota 3 ]            |           | PMDB      | 50 |
| Almino Afonso           | Diputado Federal por Amazonas (1959-1963)  | PMDB    | 51                                                                                | [ nota 3 ]            |           | PMDB      |    |
| Hélio Navarro           | Diputado Federal por São Paulo (1967-1968) | PMDB    | 52                                                                                | [ nota 3 ]            |           | PMDB      |    |

#### Biografía del Senador Electo
En cuanto a la elección para el Senado Federal, el vencedor fue el empresario Severo Gomes. Abogado egresado de la Universidad de São Paulo, presidió Tecelagem Paraíba y, al mismo tiempo, realizó inversiones en el sector agrícola, por lo que fue director de la Sociedad Rural Brasileña. Consejero del Banco Mercantil de São Paulo, de la Asociación Comercial de São Paulo y del Museo de Arte Moderno de São Paulo, fue director de la Cartera Agropecuaria del Banco do Brasil y Ministro de Agricultura en el gobierno de Castelo Branco y durante la mayor parte del Gobierno Ernesto Geisel fue Ministro de Industria y Comercio. Fuera del Poder Ejecutivo, se especuló con su nombre para postularse a la sucesión del gobernador Paulo Egídio Martins en 1978, pero no fue candidato. Afiliado al MDB en 1979, pasó al PMDB con la restauración del multipartidismo y fue elegido senador en 1982.

## Resultados

### Gobernador
| Partido                   | Partido                   | Candidatos                | Votos      | %      |
| ------------------------- | ------------------------- | ------------------------- | ---------- | ------ |
|                           | PMDB                      | Franco Montoro            | 5.209.952  | 49,04  |
|                           | PDS                       | Reinaldo de Barros        | 2.728.732  | 25,68  |
|                           | PTB                       | Jânio Quadros             | 1.447.328  | 13,62  |
|                           | PT                        | Luiz Inácio Lula da Silva | 1.144.648  | 10,77  |
|                           | PDT                       | Rogê Ferreira             | 94.395     | 0,89   |
|                           |                           |                           |            |        |
| Votos válidos             | Votos válidos             | Votos válidos             | 10.625.055 | 91,61  |
| Votos en blanco           | Votos en blanco           | Votos en blanco           | 664.101    | 5,73   |
| Votos nulos               | Votos nulos               | Votos nulos               | 308.829    | 2,66   |
| Total                     | Total                     | Total                     | 11.597.985 | 100,00 |
| Registrados/Participaciòn | Registrados/Participaciòn | Registrados/Participaciòn | 13.144.018 | 87,02  |

     Electo

### Senador Federal
| Partido                   | Partido                   | Candidatos                | Votos      | %      |
| ------------------------- | ------------------------- | ------------------------- | ---------- | ------ |
|                           | Severo Gomes              | Severo Gomes              | 2.860.435  | 28,59  |
| Almino Afonso             | Almino Afonso             | 1.861.092                 | 18,60      |        |
| Hélio Navarro             | Hélio Navarro             | 170.607                   | 1,31       |        |
| PMDB                      | PMDB                      | PMDB                      | 4.892.134  | 48,50  |
|                           | Ademar de Barros Filho    | Ademar de Barros Filho    | 1.604.340  | 16,04  |
| José Papa Júnior          | José Papa Júnior          | 800.340                   | 8,00       |        |
| José Blota Júnior         | José Blota Júnior         | 203.860                   | 2,03       |        |
| PDS                       | PDS                       | PDS                       | 2.608.540  | 26,07  |
|                           | PTB                       | José Roberto Faria Lima   | 1.362.365  | 13,62  |
|                           | PT                        | Jacó Bittar               | 1.098.167  | 10,98  |
|                           | PDT                       | Eusébio Rocha             | 82.841     | 0,83   |
|                           |                           |                           |            |        |
| Votos válidos             | Votos válidos             | Votos válidos             | 10.004.047 | 86,60  |
| Votos en blanco           | Votos en blanco           | Votos en blanco           | 1.167.437  | 10,07  |
| Votos nulos               | Votos nulos               | Votos nulos               | 386.501    | 3,33   |
| Total                     | Total                     | Total                     | 11.557.985 | 100,00 |
| Registrados/Participación | Registrados/Participación | Registrados/Participación | 13.144.018 | 88,24  |
| Fuentes:                  |                           |                           |            |        |

     Electo

### Diputados federales electos
Los candidatos electos se enumeran con información adicional de la Cámara de Diputados.
| Diputados federales electos | Partido | Votos   | Ciudad de origen      | Estado             |
| --------------------------- | ------- | ------- | --------------------- | ------------------ |
| Paulo Maluf                 | PDS     | 672.927 | São Paulo             | São Paulo          |
| Samir Achôa                 | PMDB    | 313.583 | Vera Cruz             | São Paulo          |
| Mário Covas                 | PMDB    | 300.591 | Santos                | São Paulo          |
| Ivete Vargas                | PTB     | 266.280 | São Borja             | Río Grande del Sur |
| Ulysses Guimarães           | PMDB    | 224.665 | Itirapina             | São Paulo          |
| Caio Pompeu de Toledo       | PMDB    | 218.625 | São Paulo             | São Paulo          |
| Cunha Bueno                 | PDS     | 194.493 | São Paulo             | São Paulo          |
| João Cunha                  | PMDB    | 168.495 | Ribeirão Preto        | São Paulo          |
| Djalma Bom                  | PT      | 164.398 | Medina                | Minas Gerais       |
| Roberto Cardoso Alves       | PMDB    | 151.790 | Aparecida             | São Paulo          |
| Maluly Neto                 | PDS     | 129.449 | Fartura               | São Paulo          |
| Francisco Amaral            | PMDB    | 122.059 | Campinas              | São Paulo          |
| Pacheco Chaves              | PMDB    | 117.880 | São Paulo             | São Paulo          |
| Farabulini Júnior           | PTB     | 117.641 | São Paulo             | São Paulo          |
| João Herrmann               | PMDB    | 113.872 | Campinas              | São Paulo          |
| Alberto Goldman             | PMDB    | 106.844 | São Paulo             | São Paulo          |
| Felipe Cheidde              | PMDB    | 103.389 | Fernão                | São Paulo          |
| Mendonça Falcão             | PTB     | 101.954 | São Paulo             | São Paulo          |
| Mário Hato                  | PMDB    | 98.101  | Vera Cruz             | São Paulo          |
| Theodoro Mendes             | PMDB    | 94.763  | Sorocaba              | São Paulo          |
| Raimundo Leite              | PMDB    | 87.109  | Juazeiro              | Bahía              |
| Ralph Biasi                 | PMDB    | 86.791  | Americana             | São Paulo          |
| Otacílio de Almeida         | PMDB    | 86.459  | Tietê                 | São Paulo          |
| Márcio Santilli             | PMDB    | 86.014  | São Paulo             | São Paulo          |
| Tidei de Lima               | PMDB    | 85.965  | Bauru                 | São Paulo          |
| Israel Dias Novaes          | PMDB    | 84.897  | Avaré                 | São Paulo          |
| Eduardo Suplicy             | PT      | 83.189  | São Paulo             | São Paulo          |
| Bete Mendes                 | PT      | 83.156  | Santos                | São Paulo          |
| Paulo Zarzur                | PMDB    | 81.283  | São Paulo             | São Paulo          |
| Irma Passoni                | PT      | 80.432  | Concórdia             | Santa Catarina     |
| Renato Cordeiro             | PDS     | 80.054  | Birigui               | São Paulo          |
| Francisco Dias              | PMDB    | 79.308  | Baturité              | Ceará              |
| Horácio Ortiz               | PMDB    | 75.412  | Redenção da Serra     | São Paulo          |
| Ferreira Martins            | PDS     | 73.969  | Itapetininga          | São Paulo          |
| Freitas Nobre               | PMDB    | 73.754  | Fortaleza             | Ceará              |
| Alcides Franciscato         | PDS     | 73.592  | Piracicaba            | São Paulo          |
| Armando Pinheiro            | PDS     | 72.725  | São Paulo             | São Paulo          |
| Marcondes Pereira           | PMDB    | 72.070  | São José dos Campos   | São Paulo          |
| Ricardo Ribeiro             | PTB     | 70.040  | Ribeirão Preto        | São Paulo          |
| Moacir Franco               | PTB     | 67.953  | Ituiutaba             | São Paulo          |
| Airton Sandoval             | PMDB    | 66.748  | Itirapuã              | São Paulo          |
| Mendes Botelho              | PTB     | 66.441  | Brasília de Minas     | Minas Gerais       |
| Salvador Julianelli         | PDS     | 65.424  | São Paulo             | São Paulo          |
| Darci Passos                | PMDB    | 65.127  | São Paulo             | São Paulo          |
| Adail Vetorazzo             | PDS     | 64.591  | São José do Rio Preto | São Paulo          |
| João Bastos                 | PMDB    | 63.801  | Lavrinhas             | São Paulo          |
| Del Bosco Amaral            | PMDB    | 62.769  | Santos                | São Paulo          |
| Aurélio Peres               | PMDB    | 61.200  | Bilac                 | São Paulo          |
| José Camargo                | PDS     | 59.971  | São Roque             | São Paulo          |
| Airton Soares               | PT      | 59.773  | Pirajuí               | São Paulo          |
| Flávio Bierrenbach          | PMDB    | 59.630  | São Paulo             | São Paulo          |
| José Genoino                | PT      | 58.650  | Quixeramobim          | Ceará              |
| Natal Gale                  | PDS     | 57.289  | Orlândia              | São Paulo          |
| Antônio Sales Leite         | PDS     | 55.795  | São Paulo             | São Paulo          |
| Gioia Júnior                | PDS     | 54.758  | Campinas              | São Paulo          |
| Estevam Galvão              | PDS     | 54.248  | Campinas              | São Paulo          |
| Diogo Nomura                | PDS     | 51.531  | Registro              | São Paulo          |
| Herbert Levy                | PDS     | 49.894  | São Paulo             | São Paulo          |
| Gastone Righi               | PTB     | 49.745  | Santos                | São Paulo          |
| Nelson do Carmo             | PTB     | 44.063  | São José do Rio Preto | São Paulo          |

#### Por Partido/Federación
| Nª                        | Partido                                            | Votos      | %      | Escaños | ±           |
| ------------------------- | -------------------------------------------------- | ---------- | ------ | ------- | ----------- |
| 5                         | Partido del Movimento Democrático Brasileño (PMDB) | 4.770.049  | 48,78  | 30      | 7           |
| 1                         | Partido Democrático Social (PDS)                   | 2.613.746  | 26,73  | 16      | 2           |
| 4                         | Partido Laborista Brasileño (PTB)                  | 1.275.960  | 13,05  | 8       | Nuevo       |
| 3                         | Partido de los Trabajadores (PT)                   | 1.040.595  | 10,64  | 6       | Nuevo       |
| 2                         | Partido Democrático Laborista (PDT)                | 77.873     | 0,80   | 0       | Nuevo       |
|                           |                                                    |            |        |         |             |
| Votos válidos             | Votos válidos                                      | 9.778.223  | 84,31  |         |             |
| Votos en blanco           | Votos en blanco                                    | 1.368.137  | 11,80  |         |             |
| Votos nulos               | Votos nulos                                        | 451.625    | 3,89   |         |             |
| Total                     | Total                                              | 11.557.985 | 100,00 | 46      | Sin cambios |
| Registrados/Participación | Registrados/Participación                          | 13.144.018 | 88,24  |         |             |

### Diputados estatales electos
Había 84 escaños en juego en la Asamblea Legislativa de São Paulo.
| Diputados federales electos   | Partido | Votos   | Ciudad de origen       | Estado         |
| ----------------------------- | ------- | ------- | ---------------------- | -------------- |
| Artur Alves Pinto             | PDS     | 132.278 | São Paulo              | São Paulo      |
| José Yunes                    | PMDB    | 128.000 | São Paulo              | São Paulo      |
| Néfi Tales                    | PMDB    | 107.370 | Guaíra                 | São Paulo      |
| Marco Antônio de Oliveira     | PMDB    | 101.048 | São Paulo              | São Paulo      |
| José Storópoli                | PMDB    | 99.839  | Guarulhos              | São Paulo      |
| Jacob Cardoso Lopes           | PMDB    | 98.428  | São Paulo              | São Paulo      |
| Elias Salim Curiati           | PDS     | 99.053  | Avaré                  | São Paulo      |
| Antônio Luiz do Amaral Furlan | PDS     | 97.387  | Sertãozinho            | São Paulo      |
| Sidney Palácios               | PTB     | 96.971  | São Paulo              | São Paulo      |
| Geraldo Alckmin               | PMDB    | 96.232  | Pindamonhangaba        | São Paulo      |
| Luiz Carlos Santos            | PMDB    | 96.213  | Araxá                  | Minas Gerais   |
| Vanderlei Macris              | PMDB    | 90.185  | Americana              | São Paulo      |
| Nabi Abi Chedid               | PDS     | 86.470  | Ramarith               | Líbano         |
| Januário Mantelli Neto        | PDS     | 82.898  | São Paulo              | São Paulo      |
| José Cicote                   | PT      | 81.118  | Poloni                 | São Paulo      |
| Wadih Helu                    | PDS     | 79.969  | Tatuí                  | São Paulo      |
| Sílvio Benito Martini         | PDS     | 78.302  | Araraquara             | São Paulo      |
| Ademar de Barros Filho        | PDS     | 78.237  | Olímpia                | São Paulo      |
| Ricardo Izar                  | PDS     | 76.472  | São Paulo              | São Paulo      |
| Nelson Nicolau                | PMDB    | 76.306  | São João da Boa Vista  | São Paulo      |
| Almir Pazzianotto             | PMDB    | 74.628  | Capivari               | São Paulo      |
| Antonio Rezk                  | PMDB    | 73.142  | Marília                | São Paulo      |
| Fausto Rocha                  | PDS     | 71.721  | São Paulo              | São Paulo      |
| Luís Benedito Máximo          | PMDB    | 71.340  | Jacareí                | São Paulo      |
| Paulo Kobayashi               | PMDB    | 67.415  | Ribeirão Pires         | São Paulo      |
| Marcelino Machado             | PDS     | 65.811  | Ribeirão Preto         | São Paulo      |
| Evandro Mesquita              | PMDB    | 65.768  | Guarujá                | São Paulo      |
| Manoel Moreira                | PMDB    | 64.834  | Vitorino Freire        | Maranhão       |
| Floriano Leandrini            | PMDB    | 64.723  | São Caetano do Sul     | São Paulo      |
| Hélio Rosas                   | PMDB    | 64.319  | Pindamonhangaba        | São Paulo      |
| Expedito Soares Batista       | PT      | 62.845  | Diamantina             | Minas Gerais   |
| Roberto Purini                | PMDB    | 62.845  | Poloni                 | São Paulo      |
| José Gregori                  | PMDB    | 62.733  | São Paulo              | São Paulo      |
| Benedito Cintra               | PMDB    | 60.752  | Franca                 | São Paulo      |
| Waldemar Chubaci              | PMDB    | 60.750  | Jaborandi              | São Paulo      |
| Franco Baruselli              | PMDB    | 60.462  | Cerveno                | Italia         |
| Rubens Lara                   | PMDB    | 59.255  | São Paulo              | São Paulo      |
| Carlos Apolinário             | PMDB    | 57.695  | São Paulo              | São Paulo      |
| Mauro Bragato                 | PMDB    | 56.012  | Promissão              | São Paulo      |
| Wagner Rossi                  | PMDB    | 55.920  | São Paulo              | São Paulo      |
| Koyu Iha                      | PMDB    | 55.325  | Santos                 | São Paulo      |
| Laerte Pinto da Cunha         | PMDB    | 53.894  | São José dos Campos    | São Paulo      |
| Paulo Sogayar                 | PMDB    | 52.965  | São Paulo              | São Paulo      |
| Waldir Trigo                  | PMDB    | 52.795  | Sertãozinho            | São Paulo      |
| Fernando Morais               | PMDB    | 52.659  | Mariana                | Minas Gerais   |
| Vergílio Dalla Pria           | PMDB    | 51.755  | Quatá                  | São Paulo      |
| Milton José Baldochi          | PMDB    | 51.755  | São José da Bela Vista | São Paulo      |
| Vicente Botta                 | PTB     | 50.447  | São Carlos             | São Paulo      |
| Ary Pedroso                   | PMDB    | 48.643  | Piracicaba             | São Paulo      |
| Emílio Justo                  | PMDB    | 48.453  | Santos                 | São Paulo      |
| Ruth Escobar                  | PMDB    | 48.049  | Campanhã               | Portugal       |
| Randal Juliano Garcia         | PMDB    | 47.954  | Jundiaí                | São Paulo      |
| Walter Leme Soares            | PDS     | 47.730  | Presidente Prudente    | São Paulo      |
| Aloysio Nunes                 | PMDB    | 46.545  | São José do Rio Preto  | São Paulo      |
| Fauze Carlos                  | PDS     | 45.394  | Catiguá                | São Paulo      |
| Eduardo Jorge                 | PT      | 42.501  | Salvador               | Bahía          |
| Clorinda Sampaio              | PTB     | 41.250  | Barretos               | São Paulo      |
| Gilberto Delmont              | PDS     | 40.470  | Bragança Paulista      | São Paulo      |
| João Gilberto Port            | PDS     | 40.451  | Itu                    | São Paulo      |
| Anísio Batista de Oliveira    | PT      | 40.211  | São Paulo              | São Paulo      |
| Maurício Najar                | PDS     | 39.267  | Mogi das Cruzes        | São Paulo      |
| Hatiro Shimomoto              | PDS     | 38.903  | Katsuura               | Japón          |
| Marco Aurélio Ribeiro         | PT      | 37.596  | Sorocaba               | São Paulo      |
| Abrahim Dabus                 | PDS     | 37.591  | Avaré                  | São Paulo      |
| Geraldo Menezes               | PDS     | 37.191  | Ribeirão Preto         | São Paulo      |
| Álvaro Fraga                  | PDS     | 36.621  | Dracena                | São Paulo      |
| Walter Auada                  | PDS     | 35.912  | Campinas               | São Paulo      |
| Archimedes Lammoglia          | PDS     | 35.784  | Salto                  | São Paulo      |
| Augusto Toscano               | PTB     | 33.352  | Taquaritinga           | São Paulo      |
| Eduardo Bittencourt Carvalho  | PTB     | 32.575  | São Paulo              | São Paulo      |
| Antônio Scopel                | PTB     | 32.410  | Lages                  | Santa Catarina |
| Luís Sérgio Santos            | PT      | 30.918  | Santo André            | São Paulo      |
| Osiro Silveira                | PTB     | 29.546  | Osasco                 | São Paulo      |
| Paulo Frateschi               | PT      | 28.997  | São Paulo              | São Paulo      |
| Paulo Tasso Diniz             | PT      | 28.818  | São Paulo              | São Paulo      |
| Geraldo Augusto Siqueira      | PT      | 28.556  | São Paulo              | São Paulo      |
| Fernando Mauro                | PTB     | 28.383  | Belo Horizonte         | Minas Gerais   |
| Hélio Furlan da Silva         | PTB     | 28.072  | Piracicaba             | São Paulo      |
| Fernando Silveira             | PTB     | 27.679  | Amargosa               | Bahía          |
| Jorge Fernandes               | PTB     | 27.145  | São Paulo              | São Paulo      |

#### Por Partido/Federación
| Nª                        | Partido                                             | Votos      | %      | Escaños | ±           |
| ------------------------- | --------------------------------------------------- | ---------- | ------ | ------- | ----------- |
| 5                         | Partido del Movimiento Democrático Brasileño (PMDB) | 4.698.677  | 49,11  | 42      | 11          |
| 1                         | Partido Democrático Social (PDS)                    | 2.526.379  | 26,41  | 22      | 4           |
| 4                         | Partido Laborista Brasileño (PTB)                   | 1.244.835  | 13,01  | 11      | Nuevo       |
| 3                         | Partido de los Trabajadores (PT)                    | 1.019.552  | 10,66  | 9       | Nuevo       |
| 2                         | Partido Democrático Laborista (PDT)                 | 77.900     | 0,81   | 0       | Nuevo       |
|                           |                                                     |            |        |         |             |
| Votos válidos             | Votos válidos                                       | 9.567.343  | 82,50  |         |             |
| Votos en blanco           | Votos en blanco                                     | 1.509.430  | 13,01  |         |             |
| Votos nulos               | Votos nulos                                         | 521.212    | 4,49   |         |             |
| Total                     | Total                                               | 11.557.985 | 100,00 | 84      | Sin cambios |
| Registrados/Participación | Registrados/Participación                           | 13.144.018 | 88,24  |         |             |